# Tochigi (prefectuur)

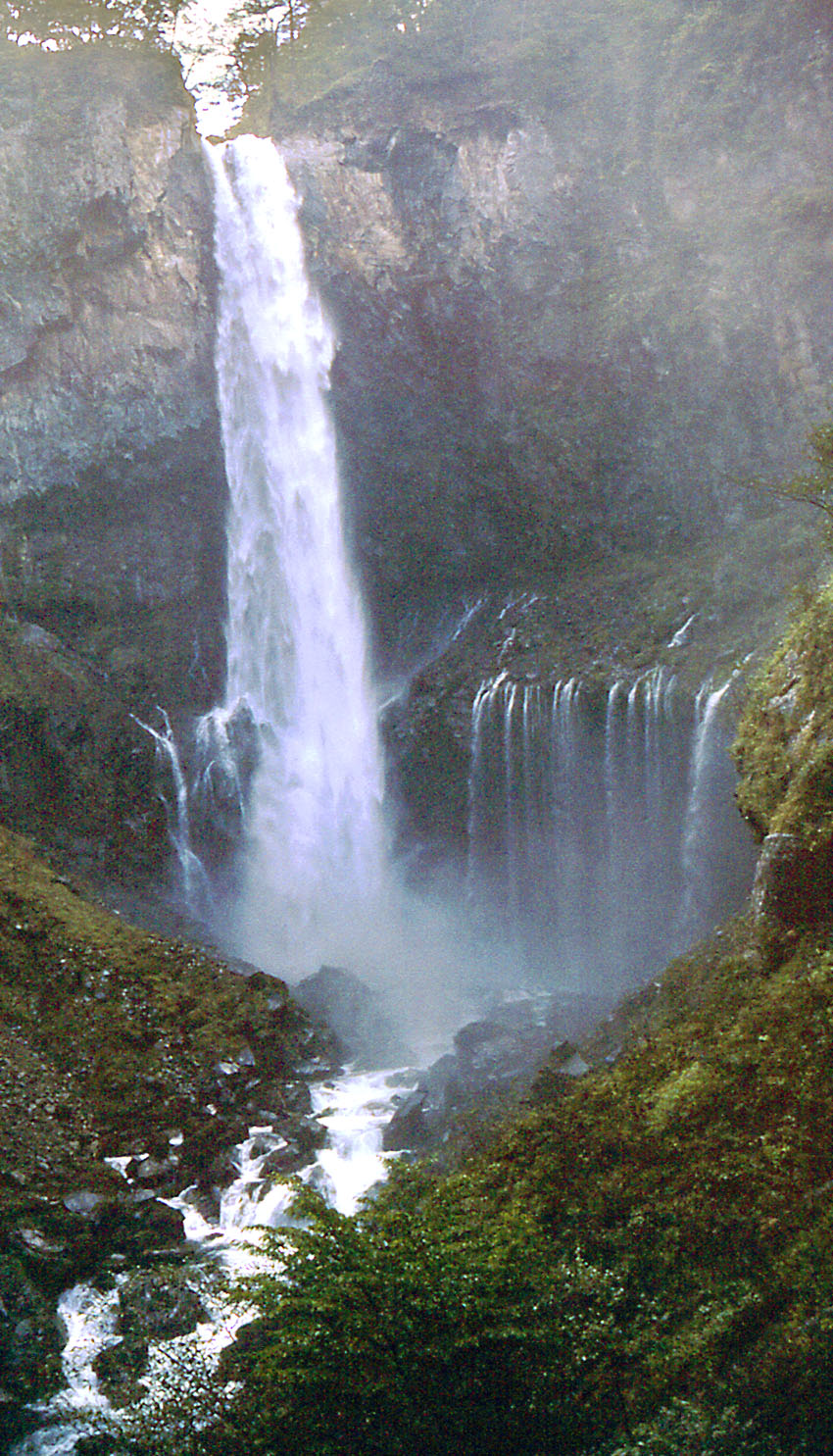
De watervallen van Kegon

De prefectuur Tochigi  (Japans: 栃木県, Tochigi-ken) is een Japanse prefectuur in de regio Kanto in Honshu. Tochigi heeft een oppervlakte van 6.408,28 km² en had op 1 maart 2008 een bevolking van ongeveer 2.015.882 inwoners. De hoofdstad is Utsunomiya.

## Geschiedenis
De prefectuur Tochigi was voor de Meiji-restauratie een deel van de voormalige provincie Shimotsuke.

## Geografie
De administratieve onderverdeling is als volgt:

### Zelfstandige steden (市) shi
Er zijn 14 steden in de prefectuur Tochigi.
- Ashikaga
- Kanuma
- Mōka
- Nasukarasuyama
- Nasushiobara
- Nikkō
- Otawara
- Oyama
- Sakura
- Sano
- Shimotsuke
- Tochigi
- Utsunomiya (hoofdstad)
- Yaita

### Gemeenten (郡 gun)
De gemeenten van Tochigi, ingedeeld naar district:
| District   | Gemeenten                         |
| ---------- | --------------------------------- |
| Haga       | Haga - Ichikai - Mashiko - Motegi |
| Kawachi    | Kaminokawa                        |
| Nasu       | Minaminasu - Nakagawa             |
| Shimotsuga | Iwafune - Mibu - Nogi             |
| Shioya     | Shioya - Takanezawa               |

### Fusies
(Situatie op 31 maart 2012) 
Zie ook: Gemeentelijke herindeling in Japan
- Op 1 januari 2005 fusioneerde de stad Kuroiso met de gemeenten Nishinasuno en Shiobara van het district Nasu tot de nieuwe stad Nasushiobara.
- Op 28 februari 2005 werden de gemeenten Kuzu en Tanuma van het District Aso aangehecht bij de stad Sano. Het District Aso verdween als gevolg van deze fusie.
- Op 28 maart 2005 werden de gemeenten Kitsuregawa en Ujiie van het district Shioya samengevoegd tot de nieuwe stad Sakura.
- Op 1 oktober 2005 fusioneerden de gemeenten Ogawa en Bato van het District Nasu tot de nieuwe gemeente Nakagawa.
- Op 1 oktober 2005 werden de gemeenten Nasu en Karasuyama van het District Nasu samengevoegd tot de nieuwe stad Nasukarasuyama.
- Op 1 oktober 2005 werden de gemeenten Kurobane en Yuzukami van het District Nasu aangehecht bij de stad Otawara.
- Op 1 januari 2006 werd de gemeente Awano van het District Kamitsuga aangehecht bij de stad Kanuma.
- Op 10 januari 2006 werden de gemeenten Minamikawachi van het District Kawachi en Ishibashi en Kokubunji (beide van het District Shimotsuga) samengevoegd tot de nieuwe stad Shimotsuke.
- Op 20 maart 2006 werden de stad Imaichi en de gemeente Ashio van het District Kamitsuga, Fujihara en Kuriyama (beide van District Shioya) aangehecht bij de stad Nikkō. Ten gevolge van deze fusie blijven er geen gemeenten met het statuut van dorp (村 mura of son) over binnen de prefectuur Tochigi.
- Op 31 maart 2007 werden de gemeenten Kamikawachi en Kawachi (beide van het District Kawachi) aangehecht bij de stad Utsunomiya.
- Op 23 maart 2009 werd de gemeente Ninomiya aangehecht bij de stad Mōka.[1]
- Op 29 maart 2010 werden de gemeenten Ohira, Fujioka en Tsuga van het district Shimotsuga aangehecht bij de stad Tochigi.[2]
- Op 1 oktober 2011 werd de gemeente Nishikata van het district Kamitsuga aangehecht bij de stad Tochigi. Het district Kamitsuga is na deze fusie verdwenen[3]
- Op 31 maart 2012 werd de gemeente Iwafune van het district Shimotsuga aangehecht worden bij de stad Sano.[3]

## Bezienswaardigheden
- Nikko Toshogu, een Shinto-schrijn opgedragen aan Tokugawa Ieyasu
- De watervallen van Kegon
- Het Chuzenji-meer